# Istočnopandžapski jezik
Istočnopandžapski jezik (ISO 639-3: pan), indoeuropski jezik centralne indoarijske skupine, jedini predstavnik pandžapske podskupine. Govori ga ukupno 28 163 600 ljudi na području Pandžaba u Indiji, te nekoliko desetaka tisuća iseljenih istočnih pandžabaca u Keniji i Singapuru, i mnogim državama širom svijeta.
Većina od 26 975 000 govornika živi u Pandžabu, a njime govori i 134 000 pripadnika naroda Bhattiana (1991), čiji se dijalekt naziva bhatneri (bhatti). Ostali dijalekti su: pandžapski (panjabi) vlastiti, majhi, doab, powadhi, malwa i bathi.
U Indiji je jedan od službenih jezika. Piše se devanagarijem ili gurmukhijem. U Keniji se govori u Nairobiju 10 000  (1995 SIL). U Keniju dolaze početkom 20. stoljeća na izgradnju željezničke pruge.
U Singapuru ovim jezikom je govorilo 9 500 ljudi (1987); a etnička populacija iznosi 14 000 (1993).

## Vanjske poveznice
- Ethnologue (14th)
- Ethnologue (15th)